# Jiazi
Jiazi (in pinyin) 架子 è un termine generico che viene utilizzato nelle arti marziali cinesi per indicare l'esercizio o taolu basilare dello stile.
Significa struttura o telaio.
Nel Meihuaquan questa struttura veniva praticata i primi tre anni di apprendimento e frequentazione della scuola. 
La sua incessante ripetizione porta l'allievo ad appropriarsi delle movenze e delle strategie tipiche dello stile e permetteva all'insegnante, visto il lungo periodo di studio richiesto, di valutare con attenzione il grado di moralità dell'allievo, requisito indispensabile all'ingresso nella scuola.